# 3521 Comrie
3521 Comrie este un asteroid din centura principală, descoperit pe 26 iunie 1982 de Alan Gilmore și Pamela Kilmartin.